# Sancha LS
Sancha LS (née le 10 mai 2003) est une jument de saut d'obstacles bai foncé, inscrite au stud-book de La Silla. Cette fille de Chin Chin et d'une mère par Polydor est montée par le cavalier colombien, puis israélien, Daniel Bluman. Elle est mise à la retraite sportive fin 2019. 

## Histoire

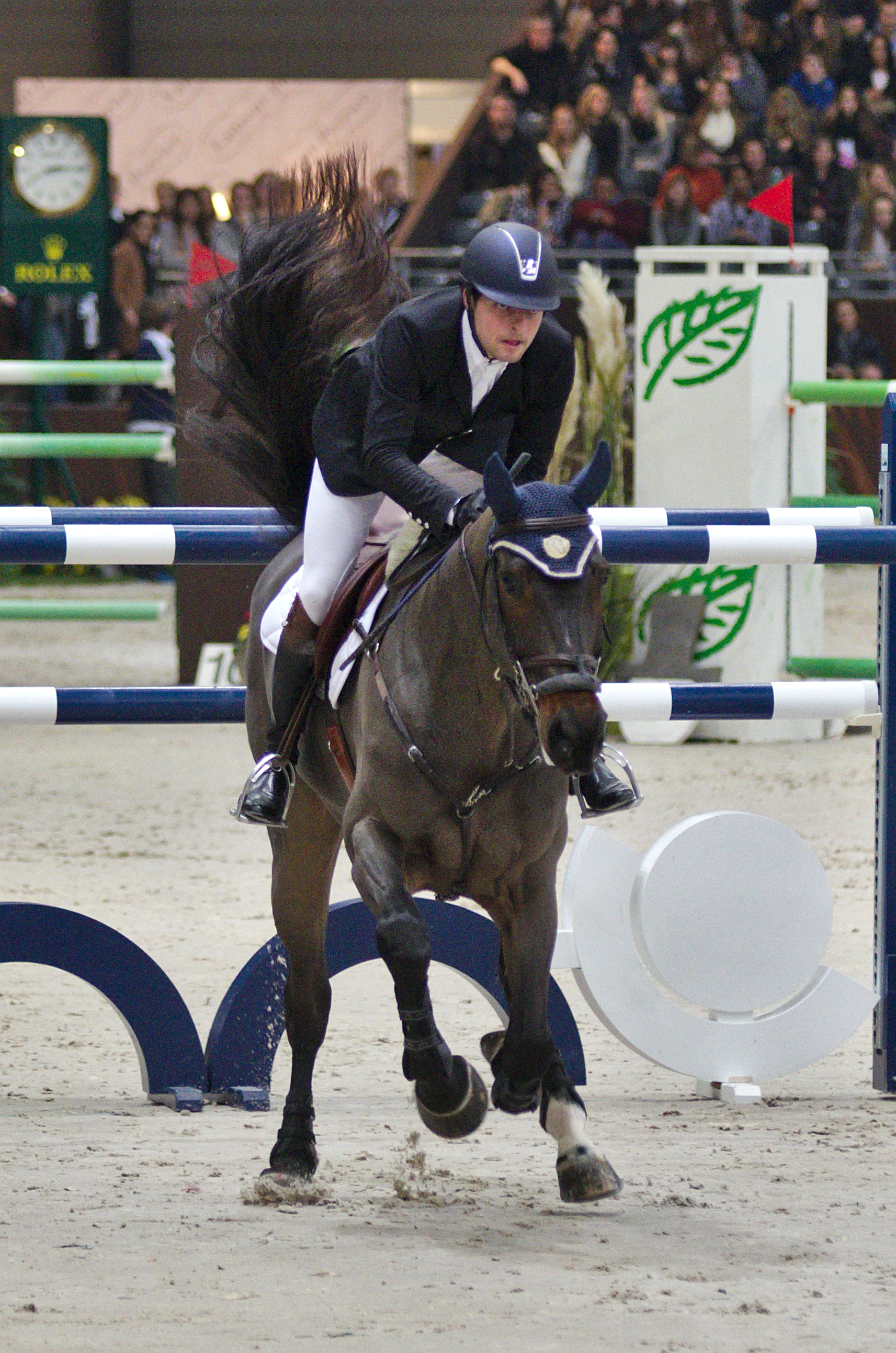
Sancha La Silla montée par Daniel Bluman au 53e concours hippique international de Genève, en décembre 2013.

Elle naît le 10 mai 2003 au haras La Silla à Monterrey, au Mexique.
Elle est montée par le cavalier Daniel Bluman, qui court un premier temps pour la Colombie, avant de représenter Israël. Elle est qualifiée pour les Jeux Olympiques d'été de 2012 à Londres puis pour ceux de 2016 à Rio, mais ne participe effectivement qu'à ceux de 2012. Il la monte durant 9 ou 10 années d'affilée.
Âgée de presque 17 ans, elle participe à son dernier concours lors du CHI de Genève, en décembre 2019.

## Description
Sancha LS est une jument de robe bai foncé, inscrite au stud-book de La Silla. Daniel Bluman la décrit comme sa « jument d'une vie entière », qui lui a beaucoup donné et fait partie de sa famille.

## Palmarès

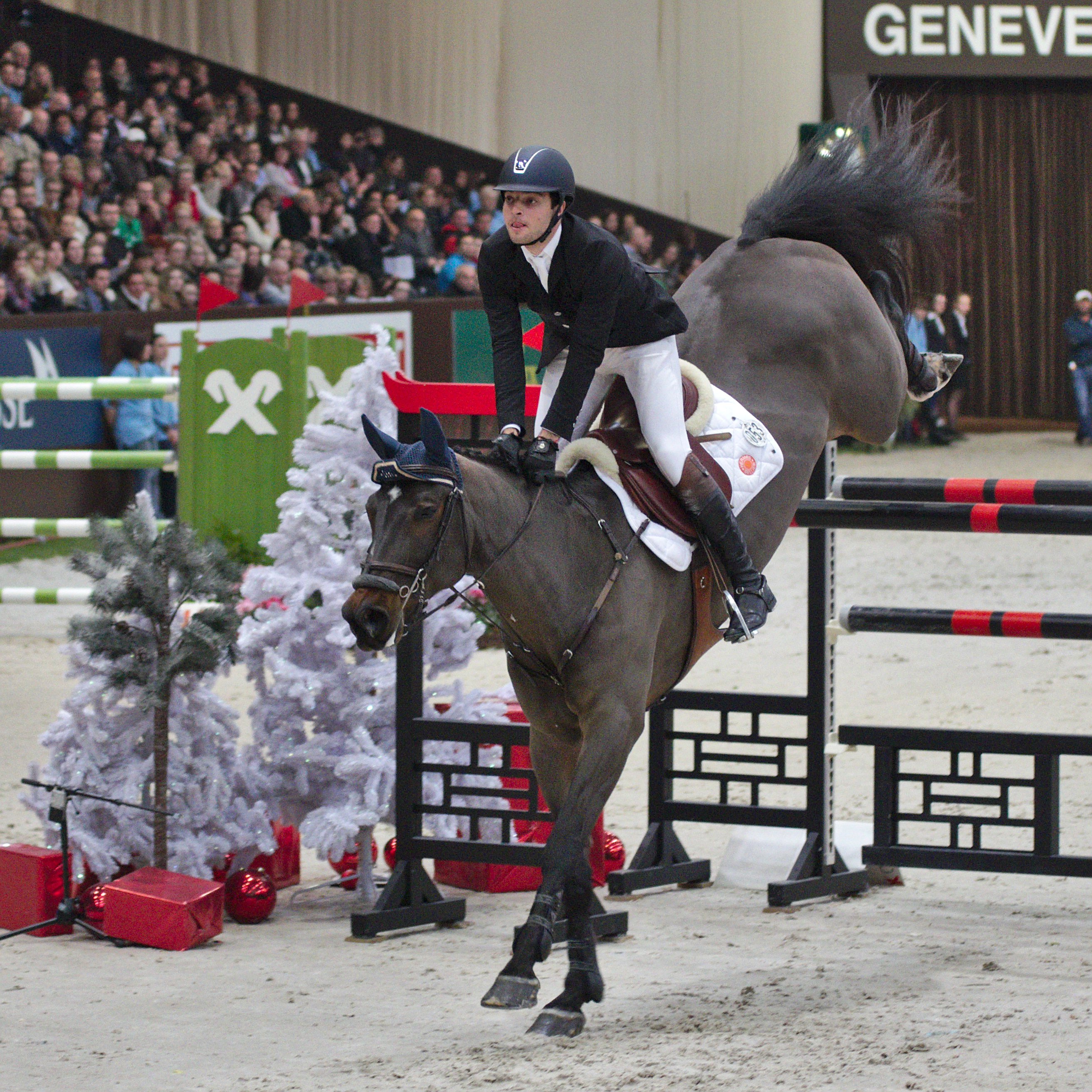
Sancha La Silla montée par Daniel Bluman au 53e concours hippique international de Genève, en décembre 2013.

- 2011 : 7e en individuel et 7e par équipes aux Jeux panaméricains de Guadalajara[1].
- 2012 : 20e en individuel aux Jeux Olympiques de Londres[1].
- 2014 : 42e en individuel et 10e par équipes aux Jeux équestres mondiaux de Caen[1].
- 2015 : 11e en individuel et 5e par équipes aux Jeux panaméricains de Toronto[1].

## Origines
Sancha La Silla est une fille de l'étalon Chin Chin et de la jument rhénane Sonora La Silla, par Polydor. Si elle est enregistrée comme une jument du stud-book La Silla sur le site de la Fédération équestre internationale et sur Horsetelex, le site All breed pedigree l'enregistre comme une Holsteiner.